# 克羅克公園
克羅克公園（英語：Croke Park，IPA：[ˈpaːɾʲc ən̪ˠ ˈxɾˠoːkˠə]）是位於愛爾蘭都柏林的一個運動場，是愛爾蘭規模最大的體育場，也是歐洲第四大體育場而且是歐洲最大非用於足球運動的體育場。克羅克公園是蓋爾運動協會（GAA）的主要體育場之一，也是蓋爾運動協會的總部所在地。克羅克公園曾是蓋爾式運動的專用球場，現在主要用來舉辦足球和橄欖球的國際賽事。克羅克公園也是眾多演唱會等文藝活動的舉辦地點。

## 外部連結
- Official website* （页面存档备份，存于）